# 운도코엔마에역
운도코엔마에역(일본어: 運動公園前駅)은 일본 아오모리현 히로사키시에 위치한 고난 철도 고난 선의 철도역이다. 단선 승강장 1면 1선의 구조를 갖춘 지상역이다.

## 역 주변
- 히로사키 시 운동공원
  - 아오모리 현 무도관
  - 히로사키 시 운동공원 야구장
- 히로사키 의료 복지 대학
- 히로사키 뇌졸중 구급 의료 센터

## 역사
- 1977년 9월 10일 : 개업.

## 인접 역
| 고난 철도 고난 선                  | 고난 철도 고난 선 | 고난 철도 고난 선    |
| ---------------------------------- | ----------------- | -------------------- |
| 히로사키히가시코마에 히로사키 방면 | ■ 고난 선         | 니사토 구로이시 방면 |